# The Makemakes

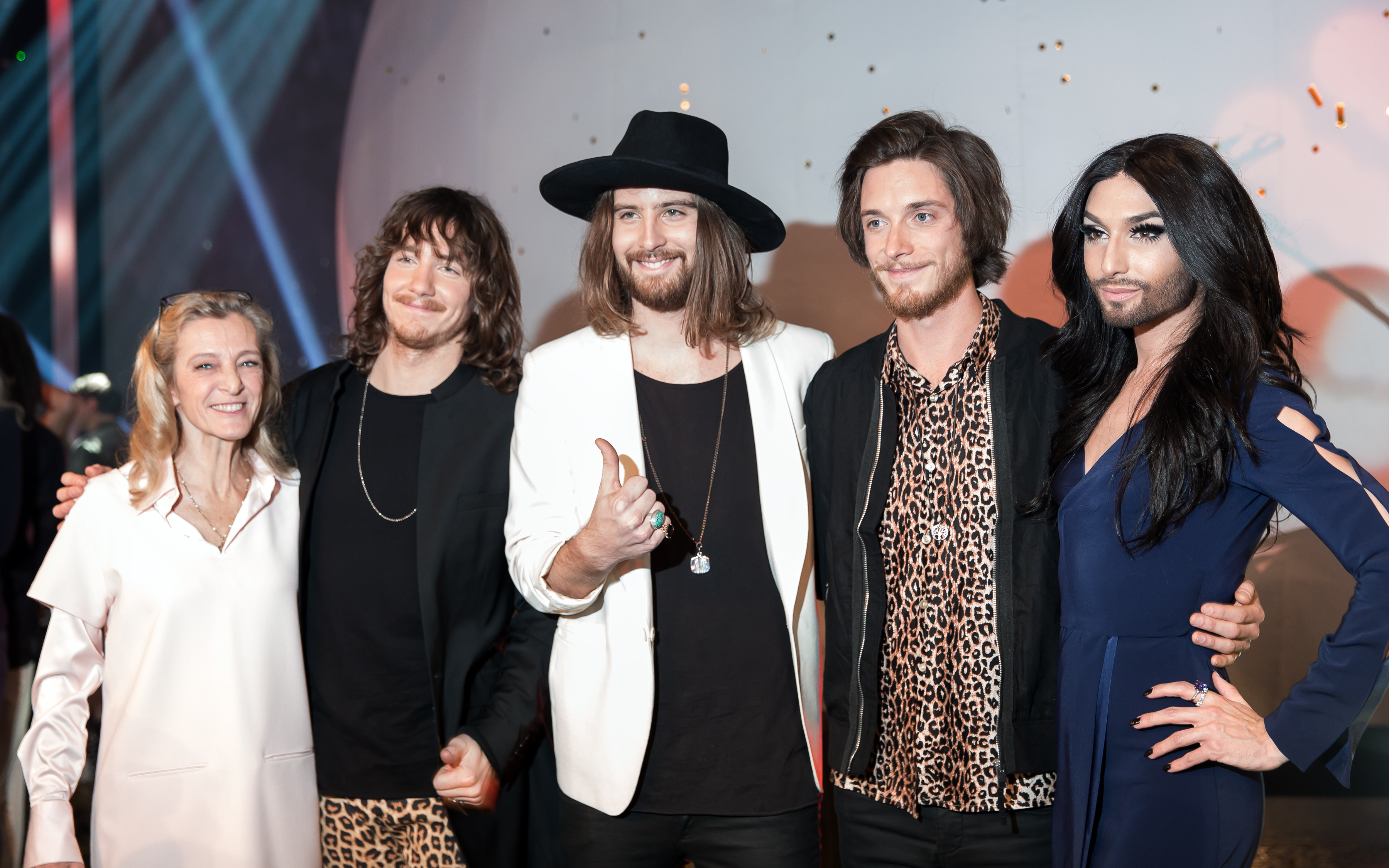
The Makemakes & Conchita Wurst

I The Makemakes sono un gruppo musicale pop rock austriaco formatosi nel 2012.

## Storia del gruppo
Il gruppo è originario del Flachgau e ha scelto il nome ispirandosi al pianeta nano Makemake. Ha esordito nel giugno 2012 con il singolo The Lovercall.
Nell'aprile 2014 la band ha diffuso il singolo Million Euro Smile.
Nel marzo 2015 sono stati scelti per rappresentare l'Austria all'Eurovision Song Contest 2015 in programma nel mese di maggio proprio in Austria. Il gruppo ha presentato la canzone I Am Yours.

## Formazione
- Dominic "Dodo" Muhrer - voce, chitarra
- Markus "Max" Christ - basso
- Florian "Flo" X. Meindl - batteria

## Discografia
Singoli
- 2012 - The Lovercall
- 2014 - Million Euro Smile
- 2015 - I Am Yours